# Дом-музей Г. К. Орджоникидзе
Дом-музе́й Г. К. Орджоники́дзе — мемориальный музей в селе Горе́ша Харагаульского муниципалитета в Грузии, открытый в 1951 году в доме, где родился и провёл детские и юношеские годы один из крупнейших руководителей ВКП(б) и Советского государства Григорий Константинович Орджоникидзе.

## История музея
Основан в 1949 году как дом-музей в мемориальном двухэтажном здании — памятнике истории, находящемся под охраной государства. Открыт в сентябре 1951 года. В центре усадьбы рядом с фонтаном и фруктовым садом был установлен трёхметровый памятник Серго Орджоникидзе работы скульптора В. Маградзе. 
 На стене дома висела мемориальная доска с надписью: «В этом доме 28(15) октября 1886 года родился крупнейший деятель большевистской партии, выдающийся руководитель социалистического строительства, верный соратник Ленина и Сталина Григорий Константинович (Серго) Орджоникидзе».
Музей пользовался популярностью, только в первые годы после его открытия в нём побывали десятки тысяч посетителей из Тбилиси, Москвы, Донбасса, Сибири, а также из Китая, Польши, Румынии.

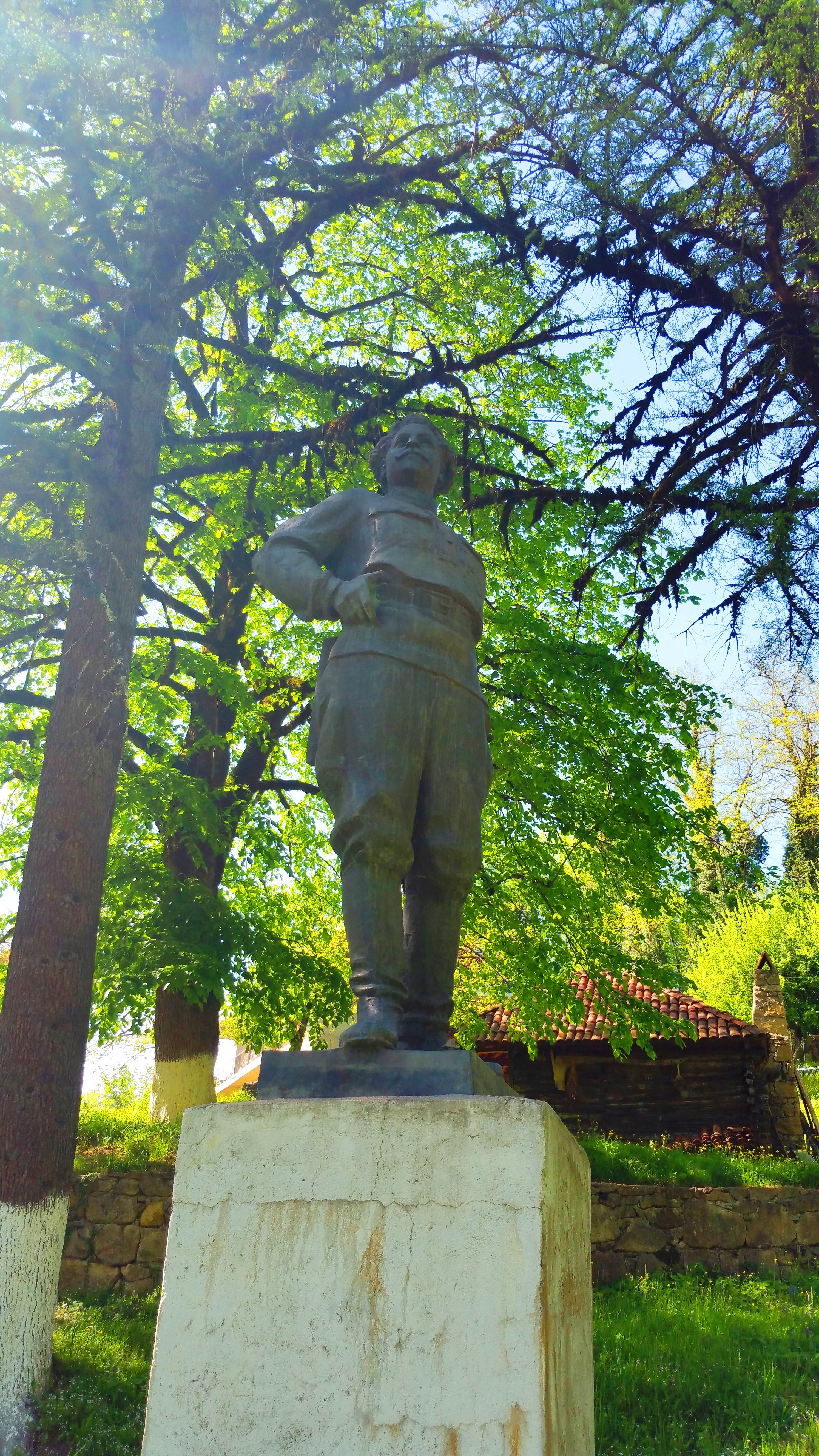
Памятник Серго Орджоникидзе в с. Гореша

Земляки и родственники Орджоникидзе пополняли музей новыми предметами. Так, в начале 1950-х годов родственница Серго, Мария Павловна Мачавариани передала в собрание музея интересные документы на грузинском, русском и немецком языках, пластинки с записями выступлений Орджоникидзе, фотографии и журналы.
В 1976 году для экспозиции музея было построено еще одно здание. В 1977 году музей получил название «Государственный музей Г. К. Орджоникидзе».

### Собрание музея
По состоянию на 1983 год собрание музея насчитывало около шести тысяч предметов и включало в себя: личные вещи Орджоникидзе (аквани (грузинская люлька), грифельная доска, китель, жилет, фуражка и др.), фотографии и документы; произведения изобразительного искусства (скульптурные портреты Г. К. Орджоникидзе и С. М. Кирова работы народного скульптора РСФСР Г. В. Нерода, работы грузинских и русских художников, отражающие деятельность Орджоникидзе в разные годы его жизни); кино-, фото- и документальные материалы о жизни и деятельности Орджоникидзе (воспоминания друзей и соратников, письмо большевика Павла Сакварелидзе к Орджоникидзе из Батумской тюрьмы и др.). Библиотека музея содержала более тысячи книг.

### Экспозиция
По состоянию на 1983 год экспозиция мемориального дома размещалась на 167 квадратных метрах и состояла из комнаты матери, гостиной, кухни и макета рабочего кабинета Серго Орджоникидзе в его Кремлёвской квартире. Экспозиция современного здания музея была представлена в трёх залах и знакомила с деятельностью Орджоникидзе на протяжении всей его жизни.
Объектами музейного показа были также две надворные постройки: марани (хранилище для фруктов) и сасиминди (хранилище для кукурузы).